# Leucoloma ecaudatum
Leucoloma ecaudatum là một loài Rêu trong họ Dicranaceae. Loài này được (Müll. Hal.) Kindb. mô tả khoa học đầu tiên năm 1889.